# Claude Dampier
Claude Dampier (1879 — 1955) foi um ator inglês no início do século XX. Nasceu em Clapham, South London como Claud Conolly Cowan. Ele foi mais conhecido por seus programas de rádio Jewel e Warris de pós-guerra, onde adotou o slogan "it's me-ee".
Dampier faleceu em 1955, em Londres, vítima de pneumonia. Foi cremado em Crematório de Golders Green, no norte de Londres, em 4 de janeiro de 1955. Suas cinzas estão na sessão 1-L no Crematório de Remembrance.